# 懷特島旗
懷特島旗於2009年1月開始使用，其設計是海浪上有一個鑽石（象徵懷特島）圖案。2007年，懷特島成立委員會，選出代表懷特島的標誌，並收到超過350份作品 。2009年1月4日，新的懷特島旗正式決定並在2009年4月開始使用。